# 마장초등학교
마장초등학교는 대한민국 경기도 이천시 마장면 오천리에 있는 공립 초등학교이다.

## 학교 연혁
- 1920년 6월 13일 오천공립보통학교 개교
- 1938년 4월 1일 오천공립심상소학교로 개칭
- 1941년 4월 1일 오천공립국민학교로 개칭
- 1942년 3월 20일 마장공립국민학교로 개칭
- 1981년 3월 9일 병설유치원 개원
- 1985년 3월 1일 특수학급 개설
- 1990년 12월 17일 개교 70년사 발간
- 1996년 3월 1일 마장초등학교로 개칭
- 1998년 11월 23일 급식소 증개축
- 2000년 3월 13일 병설유치원 증개축(2실)
- 2000년 11월 30일 교실 증개축(증축 3, 개축 6)
- 2001년 4월 10일 환경개선특별시설(2실)
- 2008년 5월 1일 전국 최초 영어운동회 개최
- 2009년 9월 10일 중국국제무역축제 초청공연(상해, 교과특성화부)
- 2011년 9월 16일 중국국제무역축제 초청공연(낙양, 교과특성화부)
- 2012년 2월 15일 제88회 73명 졸업(8234명)
- 2013년 2월 18일 제89회 31명 졸업(8265명)
- 2014년 2월 14일 제90회 40명 졸업(8305명)
- 2015년 2월 13일 제91회 34명 졸업(8339명)
- 2016년 2월 3일 제92회 36명 졸업(8375명)
- 2017년 2월 7일 제93회 66명 졸업(8441명)
- 2017년 3월 1일 20학급(유치원 1학급, 특수 1학급 포함) 편성
- 2017년 3월 1일 제33대 한광수 교장 취임
- 2019년 3월 2일 마장택지개발 지구로 이전
- 2022년 11월 13일 체육 부속시설 제공사 완공
- 2023년 7월 24일 학교 건물 증축 개시(교실 5개,급식실 증축)

틀:미완성 자료

## 참고 자료
- 이천마장초등학교 - 한국교육학술정보원 학교알리미